# بانو گودایوا

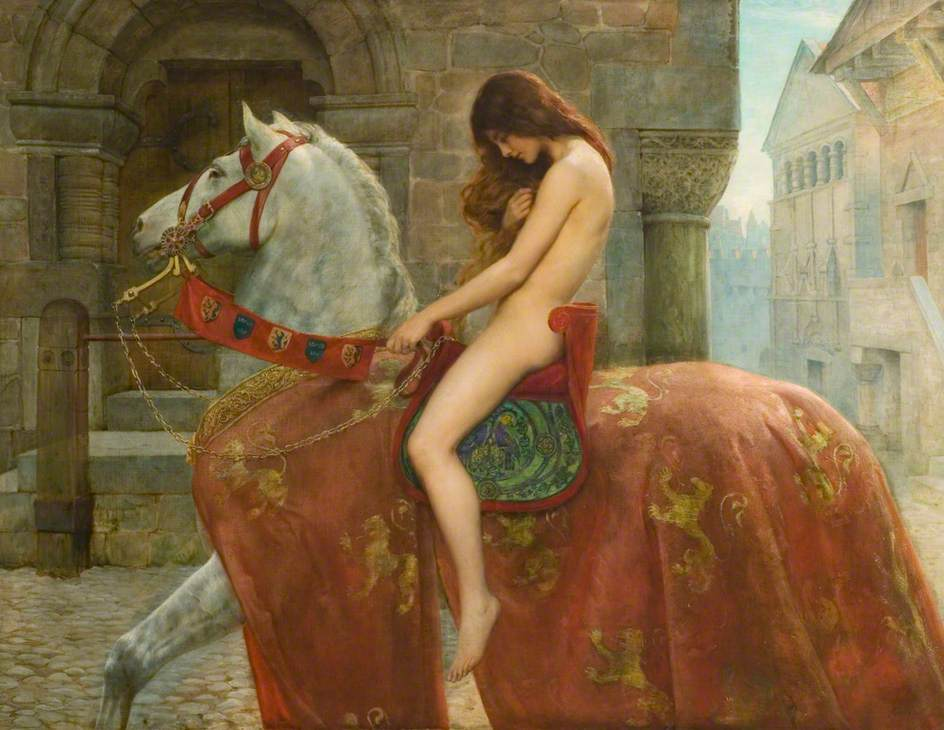
تابلوی بانو گودایوا اثر جان کالیر (۱۸۹۷)

گودایوا که بیشتر از او با عنوان بانو گودایوا یاد می‌شود بانوی نجیب‌زادهٔ آنگلوساکسون بود که بر اساس افسانه‌ای از سده ۱۳ میلادی، برهنه — در حالی که تنها موهایش او را پوشانیده بود — سوار بر اسب از خیابان‌های کاونتری گذر کرد تا تخفیفی در مبالغ ظالمانهٔ مالیاتی که همسرش لئو‌فریک از مستأجران خود از اهالی کاونتری مطالبه می‌کرد دریافت کند. Godgifu یا Godgyfu به معنی «هدیه‌ای از جانب خدا» یک نام قدیمی انگلیسی است و واژهٔ Godiva لاتین شدهٔ آن است.
پیپینگ تام نام شخصیت دیگر این افسانه و نام مردی به‌نام «تام» است که زمانی که بانو گودایوا را هنگام گشت‌زنی در خیابان‌های کاونتری دید می‌زد، کور شد یا درگذشت. این قسمت از افسانه احتمالاً از قرن ۱۷ به بعد به آن افزوده شده است.

## واقعیت

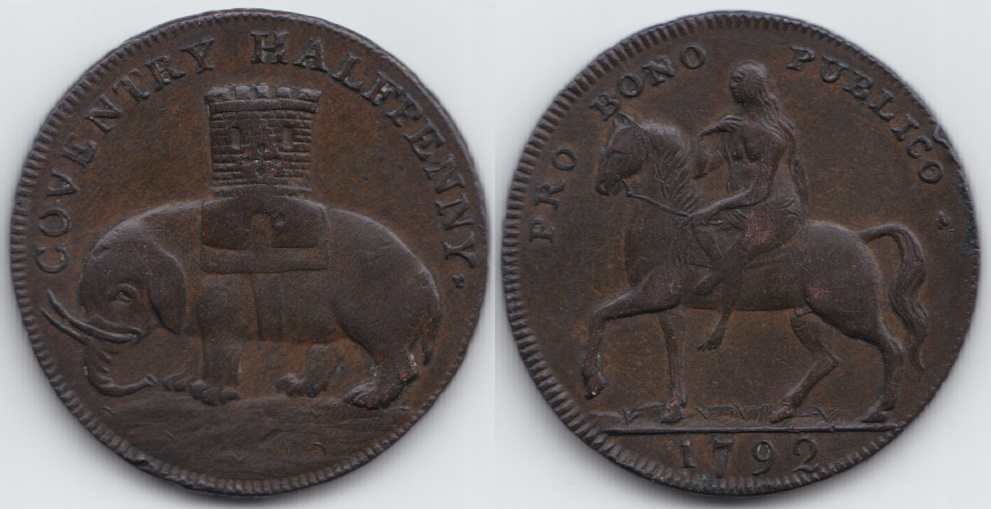
سکه ژتون (کوندر ژتون)، انگلستان، کاونتری، وارویکشایر). نیم پنی، ۱۷۹۲، (لیدی گودیوا). مس، قطر ۳۰.۸ میلی‌متر، ضخامت ۲.۴ میلی‌متر، وزن ۱۲.۳۱ گرم. نوشته روی لبه: «قابل پرداخت در انبار رابرت رینولدز و شرکا»

راهب فلورانس از شهر ووستر نخستین کسی بود که این رویداد‌ها را ثبت کرده است اما هیچ اشاره‌ای به اعتراض برهنه بر پشت اسب نکرده است. یک سده پس از مرگ بانو گودایوا یک مورخ دیگر به نام راجر از ونداور داستان برهنه سوار بر اسب را نقل کرده است. توجه شود راجر از ونداور فردی بود که درباره واقعیت‌های تاریخی افسانه‌پردازی‌های زیادی می‌کرده است. بنابراین به احتمال زیاد این داستان افسانه باشد.

## گرامیداشت
در کاونتری ساعتی زینتی در شهر حرکت اسب را به صورت مکانیکی اجرا می‌کند. همچنین جشنوارهٔ موسیقی سالانه به نام بانو گودایوا در پارک یادمان جنگ شهر کاونتری برپا می‌شود.